# استشراب التبادل الأيوني

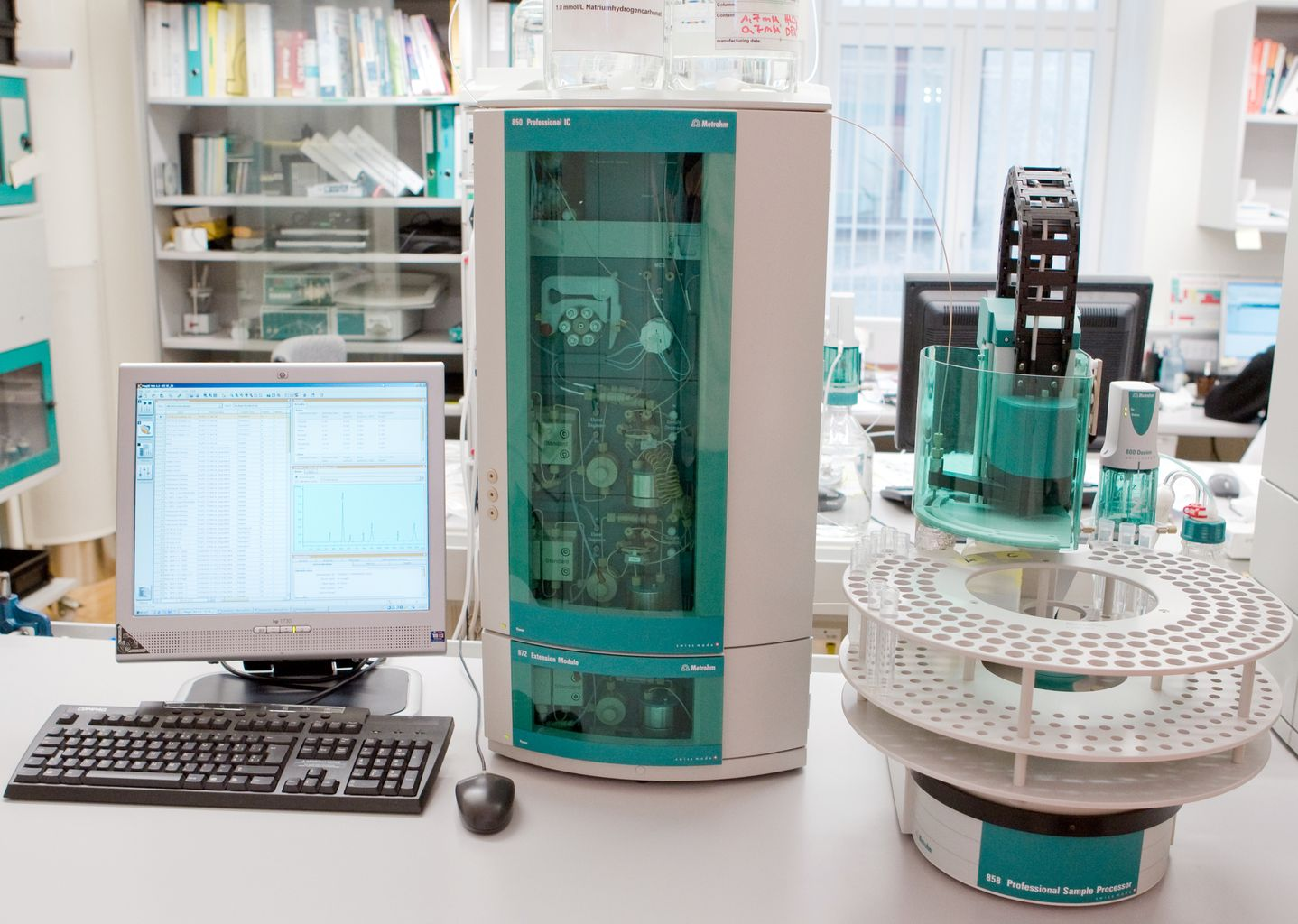

كروماتوجرافيا التبادل الأيوني (أو كروماتوجرافيا الايونية) هي العملية التي تسمح بفصل الأيونات والجزيئات القطبية على أساس الشحنة التي تمتلكها. ويمكن استخدامه لأي نوع من الجزيئات المشحونة بما في ذلك البروتينات الكبيرة، والصغيرة النيوكليوتيدات والأحماض الأمينية. عادة ما تسمى العينة المفحوصة المحقونة بالعينة sample، وتسمى العناصر المفصولة على حدة بالتحاليل analytes. وغالبا ما تستخدم في تنقية البروتين، وتحليل المياه، ومراقبة الجودة.

## اقرأ أيضًا
- نقطة تساوي الكهربائية
- كروماتوغرافيا سائلة عالية الأداء